# مفتي زاده أحمد باشا
مفتي زاده أحمد باشا ‏ ( - مايو 1824 ) سياسي عثماني شغل منصب والي مصر منذ 1803 حتى 1803.